# 乃田あす実
乃田 あす実（のだ あすみ）は、日本の女性声優。「乃田あす美」と誤記されることもある。主にアダルトゲームに声をあてている。

## 概要
2004年、ラジオ『アケミとマリカのがっちゅみりみり放送局』第51回・52回放送の最後に乱入し、番組内で（既に出演が決まっている作品および続編・ファンディスクの収録が完了したのち）「乃田あす実」名義での活動を終了することを表明している。

## 出演
太字はメインキャラクター。

### アダルトアニメ
- 月陽炎（2002年、有馬柚鈴）
- 姫辱 プリンセスダブル狩り（2004年、クーナシェリア・エル・アステリア）
- 人妻コスプレ喫茶（2004年、小野瀬晶帆）

### アダルトゲーム
2001年
- 月陽炎（2001年 - 2002年、有馬柚鈴）- 2作品

2002年
- 蝉時雨（桜庭美夏）
- 従姫 -ともひめ-（片桐舞、浅野みゆき）
- ほしまつりのうた（桜庭・M・アリア、五十嵐綾那）
- ぽぽたん（2002年 - 2003年、メアー、和音）- 3作品

2003年
- 君の想い、その願い（倉本沙奈）
- 3LDK♥（日菜、麻生詩麻子、栗原和美）
- ONE2 〜永遠の約束〜 with VOICE（芹沢心音）
- 姫辱 プリンセスダブル狩り（クーナシェリア・エル・アステリア）
- 狭間の月（月乃）
- ライアー大戦 じゃんまげどん（ナチャ）
- あした出逢った少女（橘高美里）
- アカルイミライ 〜Wet And Messy 2nd Time〜（閑谷紫苑）
- 永遠のアセリア -The Spirit of Eternity Sword-（2003年 - 2010年、高嶺佳織）- 2作品
- カラフルBOX（杜月みなも）
- 夏恋〜karen〜（神凪永遠）
- Clover Heart's（乃木坂久遠）
- 紫紺の刻（大苑佳奈恵）
- ショコラ 〜maid cafe "curio"〜（秋島香奈子）
- たまきゅう（滝沢双葉）
- 痴漢者トーマス（斉藤奈緒）
- きみにおくる翼（朝倉香織）
- ねがいの魔法。（栗原寧々子）
- 人妻コスプレ喫茶（小野瀬晶帆）
- FOLKLORE JAM（神応寺古都）
- MIND REAPER（深海真薙）
- ゆきうた（今井由紀）
- モエかん（朝霧かずさ）
- プレゼンス（星野香澄）

2004年
- Angel Egg（松井由紀）
- お姫様は特訓中！〜性なる魔法修行〜（システィナ）
- ミライシリーズ（2004年 - 2007年、閑谷紫苑）- 5作品
- Hidden2〜暴かれた本性〜（麗奈）
- まじれす!!〜おまたせリトルウイング〜（橘 日和）
- お願いお星さま（上月千穂）

2005年
- Hidden 〜秘められた欲望〜 フルボイス限定版（望月麗奈）

2006年
- 人妻コスプレ喫茶2（西園寺クレア）

2007年
- 聖なるかな -The Spirit of Eternity Sword 2-（高嶺佳織）

### 一般向ゲーム
- カラフルBOX to Love（2004年、杜月みなも）
- おしえて!ぽぽたん（2004年、メアー）
- Clover Heart's 〜looking for happiness〜（2004年、乃木坂久遠[4]）
- 3LDK♥〜幸せになろうよ〜（2004年、日菜）

### ドラマCD
- 3LDK♥ サウンドトラック＆ドラマCD（日菜）

### ラジオ
- かんかん☆ななし荘#韮缶（2007年 - 2008年、studio774）- パーソナリティ担当

### シリーズ一覧
1. ↑  「無印」（2001年）、『月陽炎 -千秋恋歌-』（2002年）
2. ↑  「無印」（2002年）、『ぽぽたんファンディスク いっしょにA・SO・BO』『ぽぽたん Po!』（2003年）
3. ↑  「本編」（2003年）、『永遠のアセリア Special Edition -The Spirit of Eternity Sword-』（2010年）
4. ↑  『クライミライ』（2004年）、『クライミライ2』『クライミライ3』（2005年）、『ミライファンディスク』『クライミライ4』（2007年）